# NGC 5295
NGC 5295 est une petite galaxie lenticulaire compacte, située dans la constellation de la Girafe. Sa vitesse par rapport au fond diffus cosmologique est de 6 945 ± 28 km/s, ce qui correspond à une distance de Hubble de 102,4 ± 7,2 Mpc (∼334 millions d'al). NGC 5295 a été découverte par l'astronome germano-britannique William Herschel en 1797.